# George Thomas (1er vicomte Tonypandy)
Pour les articles homonymes, voir Thomas.
Thomas George Thomas, 1er vicomte Tonypandy, né le 29 janvier 1909 à Port Talbot et mort le 23 septembre 1997 à Cardiff,, est un syndicaliste et homme d'État britannique, président de la Chambre des communes de 1976 à 1983.

## Biographie

### Jeunesse et débuts en politique
Il naît au pays de Galles, fils d'un travailleur des mines alcoolique qui abandonne la famille et laisse la mère du jeune George élever seule leurs cinq enfants. Sa mère Emma, qu'il appellera « Mam » et à laquelle il demeurera très attaché, nourrit sa famille en établissant une laverie rudimentaire et en travaillant comme couturière à son propre compte « jusque tard dans la nuit ». Comme sa mère avant lui, George Thomas rejoint le Parti travailliste dès 1924, ainsi que le Parti coopératif. Titulaire d'un diplôme de formation à l'enseignement de l'université de Southampton en 1931, il devient instituteur à Lambeth et passe souvent ses heures de loisir à assister aux débats à la Chambre des communes. Bon orateur, il devient également prédicateur laïc méthodiste,.
Syndicaliste au Syndicat national des Enseignants (en) (N.U.T.), il mène une marche de la faim de Tonypandy à Cardiff en 1936, durant la Grande Dépression. Reconnu inapte au service militaire pour raisons médicales durant la Seconde Guerre mondiale, il s'engage alors parmi les volontaires de la police de réserve (la Spécial Constabulary). Membre de l'exécutif du N.U.T. de 1942 à 1945, il est élu député de la circonscription de Cardiff-centre aux élections législatives de 1945. Ces élections sont les premières de l'histoire à fournir au Parti travailliste une majorité absolue de sièges à la Chambre des communes. George Thomas siège comme député d'arrière-ban dans la majorité parlementaire du gouvernement de Clement Attlee,.

### Député puis ministre
Situé initialement à la gauche du parti, il soutient sans succès Aneurin Bevan lorsque celui-ci brigue la direction du parti face à Hugh Gaitskell en 1955. En tant que simple député, il fait campagne activement, et avec succès, pour une réforme du droit de superficie (leasehold), afin notamment de protéger les mineurs du sud du pays de Galles face au risque que leurs demeures reviennent aux propriétaires des mines qui les emploient. Lorsque les travaillistes reviennent au pouvoir sous la direction de Harold Wilson en 1964, George Thomas est nommé ministre adjoint au Home Office (le ministère de l'Intérieur) de 1964 à 1966, puis au ministère aux Affaires galloises de 1966 à 1967 (il visite le site de la catastrophe d'Aberfan) et au ministère des Affaires du Commonwealth (Commonwealth Office) de 1967 à 1968. Dans ce dernier poste, il s'avère bon diplomate et établit de bons rapports avec les dirigeants de plusieurs États africains membres du Commonwealth des Nations,.
Il est ensuite le secrétaire d'État pour le Pays de Galles, c'est-à-dire le ministre responsable pour les affaires galloises au gouvernement britannique, d'avril 1968 à juin 1970. À ce titre, c'est lui qui préside l'investiture du jeune prince Charles en tant que prince de Galles en juillet 1969. Durant ces années, il s'oppose « avec virulence » et « sans mâcher ses mots » à la montée du nationalisme gallois. Les travaillistes perdent le pouvoir en 1970, et George Thomas est le porte-parole aux affaires galloises du cabinet fantôme jusqu'à leur retour au pouvoir en 1974. Afin de concilier les nationalistes gallois, et parce qu'il est reproché à George Thomas de ne pas bien maîtriser la langue galloise, Harold Wilson nomme alors John Morris au poste de secrétaire d'État pour le Pays de Galles. George Thomas devient pour sa part vice-président de la Chambre des communes,.

### Président de la Chambre des communes
Il succède à Selwyn Lloyd comme président de la Chambre en 1976. À partir de 1978, les débats à la Chambre sont transmis à la radio par la British Broadcasting Corporation (BBC), et il devient une figure connue et aimée du grand public, plus qu'aucun président avant lui. Son « humour sec » mais amiable, son charme naturel ou encore son grand attachement au respect des procédures parlementaires font de lui « une star des médias » et « une institution nationale ». Ses appels pour amener la Chambre à l'ordre (« Order! Order! »), prononcés avec son fort accent gallois, deviennent « une rengaine nationale »,.
Il préside la Chambre durant une période qui s'avère turbulente en politique. Le gouvernement travailliste de James Callaghan est en difficulté à la fin des années 1970 ; à la tête d'un gouvernement minoritaire, le Premier ministre doit faire face aux grandes grèves de l'« hiver du Mécontentement » en 1978-1979. Margaret Thatcher, cheffe de l'opposition parlementaire, entraîne le Parti conservateur nettement plus à droite. À la fois le gouvernement et l'opposition font parfois pression sur George Thomas, qui les avertit alors qu'il préservera l'indépendance de la Chambre et rendra publique toute nouvelle pression. Ayant, de par sa fonction, renoncé à toute attache partisane, le président s'attire l'hostilité de figures du Parti travailliste,.
Dans le même temps, il demeure populaire auprès du public, et très attaché au cérémonial du Parlement et de la monarchie. Il reçoit et organise des festivités à la fois pour diverses personnalités du royaume et pour « de nombreuses personnes humbles du pays de Galles ». En 1979, Margaret Thatcher devient Première ministre. George Thomas est bientôt accusé par ses détracteurs d'entretenir avec elle des relations trop cordiales, malgré leurs origines politiques très différentes et au mépris de l'impartialité dont il devrait faire preuve. Il achète des cadeaux aux enfants de la Première ministre, et lui écrit en privé pour l'encourager dans « vos efforts héroïques pour redresser ce pays ». On l'accuse également de n'avoir pas laissé suffisamment s'exprimer, en 1982, les députés hostiles à la guerre des Malouines. Il ne se représente pas aux élections de 1983, et quitte donc sa fonction. Comme le veut la coutume, il est alors anobli et créé par la reine « 1er vicomte Tonypandy » en juillet 1983, et siège à la Chambre des lords comme membre sans étiquette. Il se consacre à soutenir diverses organisations caritatives, présidant un temps l'association National Children's Home et la British Heart Foundation. De 1989 à 1991, il est président de la Bank of Wales,,.
Durant les dernières années de sa vie, il s'oppose à l'intégration européenne, puis à la dévolution qui consiste à accorder l'autonomie politique au pays de Galles. Atteint d'un cancer de la gorge puis également de l'estomac, il meurt en septembre 1997. Ne s'étant jamais marié et n'ayant pas d'enfants, il ne peut transmettre son titre de vicomte, qui s'éteint avec lui,.